# OR2W1
OR2W1 (англ. Olfactory receptor family 2 subfamily W member 1) – білок, який кодується однойменним геном, розташованим у людей на короткому плечі 6-ї хромосоми. Довжина поліпептидного ланцюга білка становить 320 амінокислот, а молекулярна маса — 36 101.
| 10         |  | 20         |  | 30         |  | 40         |  | 50         |
| ---------- |  | ---------- |  | ---------- |  | ---------- |  | ---------- |
| MDQSNYSSLH |  | GFILLGFSNH |  | PKMEMILSGV |  | VAIFYLITLV |  | GNTAIILASL |
| LDSQLHTPMY |  | FFLRNLSFLD |  | LCFTTSIIPQ |  | MLVNLWGPDK |  | TISYVGCIIQ |
| LYVYMWLGSV |  | ECLLLAVMSY |  | DRFTAICKPL |  | HYFVVMNPHL |  | CLKMIIMIWS |
| ISLANSVVLC |  | TLTLNLPTCG |  | NNILDHFLCE |  | LPALVKIACV |  | DTTTVEMSVF |
| ALGIIIVLTP |  | LILILISYGY |  | IAKAVLRTKS |  | KASQRKAMNT |  | CGSHLTVVSM |
| FYGTIIYMYL |  | QPGNRASKDQ |  | GKFLTLFYTV |  | ITPSLNPLIY |  | TLRNKDMKDA |
| LKKLMRFHHK |  | STKIKRNCKS |  |            |  |            |  |            |

A: Аланін

C: Цистеїн

D: Аспарагінова кислота

E: Глутамінова кислота

F: Фенілаланін

G: Гліцин

H: Гістидин

I: Ізолейцин

K: Лізин

L: Лейцин

M: Метіонін

N: Аспарагін

P: Пролін

Q: Глутамін

R: Аргінін

S: Серин

T: Треонін

V: Валін

W: Триптофан

Кодований геном білок за функціями належить до рецепторів, g-білокспряжених рецепторів, білків внутрішньоклітинного сигналінгу. 
Локалізований у клітинній мембрані.